# Miss Glitter Painkiller
Miss Glitter Painkiller est une effeuilleuse new burlesque française. Elle est souvent présentée comme la chef de file du mouvement new burlesque français, et, à tout le moins, comme une référence.

## Biographie
Elle découvre le burlesque par le biais de sa première carrière de journaliste, lorsqu’elle rencontre des performeuses burlesque pour réaliser des entretiens. Elle rejoint leur troupe quelque temps plus tard, en 2005, ce qui constitue le début de sa carrière.
Elle a fait partie de plusieurs troupes et a tourné dans toute la France et à l'international, notamment lors de concours ou de festivals. Elle donne également des cours d'effeuillage très régulièrement, en France et en Europe.
Elle organise sa soirée burlesque réputée à Paris et à Nîmes, La Glitter Fever. Son style est empreint de rock 'n' roll, d'humour, décalé mais toujours glamour.